# 磨丁站
磨丁站是磨万铁路位于老挝琅南塔省磨丁市的一个铁路车站，亦是磨万铁路新建的20座客货运站之一，2021年12月投入营运使用。隶属昆明铁路局。车站现办理磨丁-万象、万象-昆明南“澜沧号”动集列车及快速列车的客运业务，办理货运业务。
目前本站口岸无法办理老挝落地签证，但接受老挝电子签证。